# Aşağı Kuyucak, Birecik
Aşağı Kuyucak là một xã thuộc huyện Birecik, tỉnh Şanlıurfa, Thổ Nhĩ Kỳ. Dân số thời điểm năm 2011 là 461 người.